# TiVo

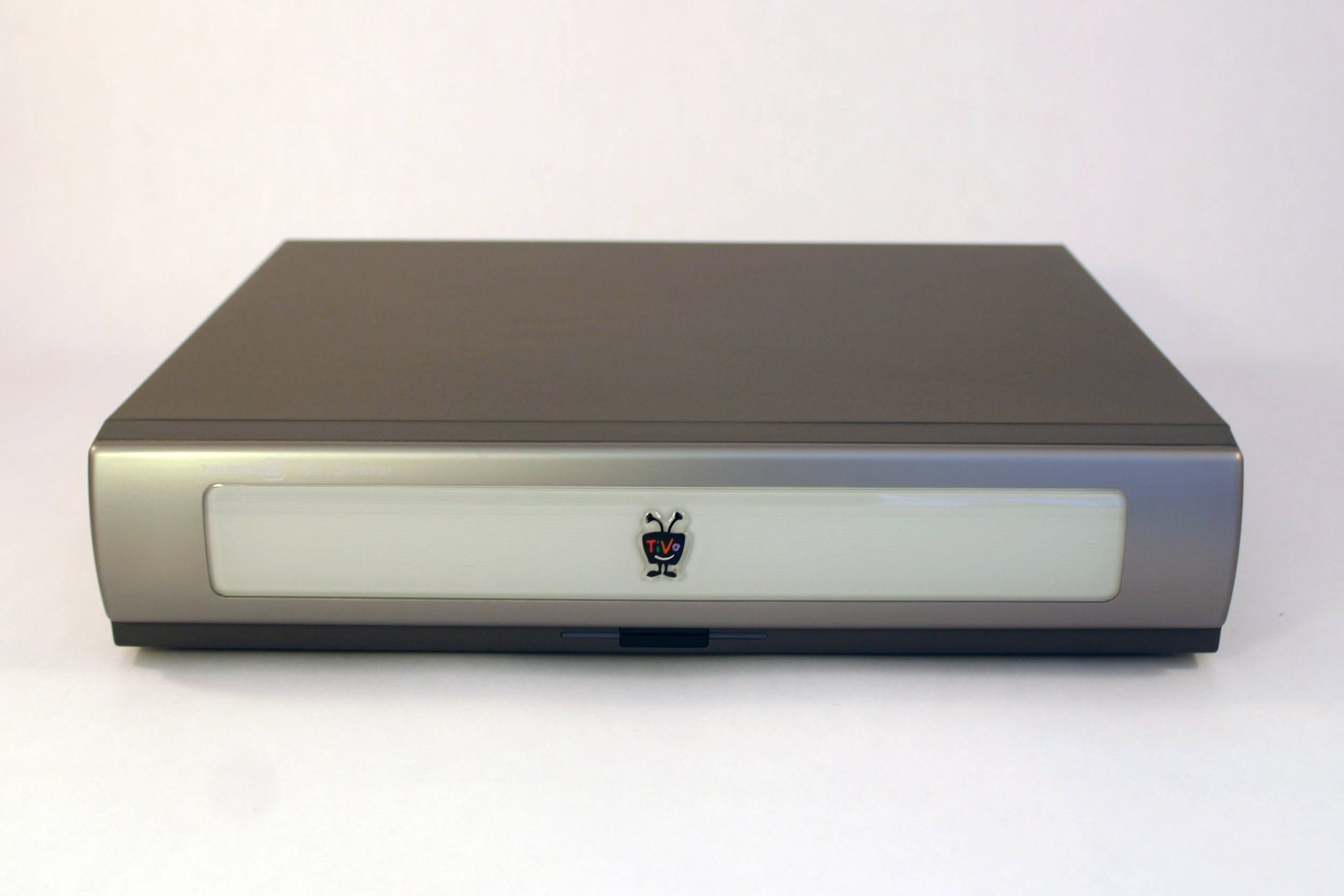
Un boîtier TiVo de 2e génération.

Le TiVo est un magnétoscope numérique à disque dur, qui permet d’enregistrer les programmes télévisés sur ce support, pour une lecture différée (appelé aussi timeshifting). Le TiVo enregistre également des programmes auxquels l’utilisateur pourrait s’intéresser. En outre, ceux regardés en direct peuvent être mis en pause ou lus à nouveau afin de répéter une séquence qui vient juste d’être vue.
L’appareil a été créé par TiVo Inc. une société fondée par des anciens employés de Silicon Graphics et du système de vidéo numérique Full Service Network de Time Warner. TiVo peut aussi bien faire référence à la société qu’au service TiVo, qui est le réseau avec lequel l’enregistreur communique.
Après plusieurs années de rumeurs de rachat de Tivo par Google, c'est finalement un accord commercial qui a été signé entre les parties en novembre 2009.

## Programmation Tcl avec TiVo
TiVo utilise le langage de programmation Tcl afin d'automatiser certaines tâches.
Exemple: fixer tous les enregistrements à leur date originale de diffusion (OriginalAirDate).
```
#!/tvbin/tivosh

#episode_sort.tcl

set
 
db
 
[
dbopen
]

ForeachMfsFile
 
fsid
 
name
 
type
 
"/Recording/NowShowingByBucketTitle/"
 
""
 
{

   
RetryTransaction
 
{

      
set
 
oad
 
""

      
set
 
recording
 
[
db
 
$db
 
openid
 
$fsid
]

      
set
 
showing
 
[
dbobj
 
$recording
 
get
 
Showing
]

      
set
 
program
 
[
dbobj
 
$showing
 
get
 
Program
]

      
catch
 
{set
 
oad
 
[
dbobj
 
$program
 
get
 
OriginalAirDate
]}

      
if
 
{
$oad
!=
""
}
 
{

        
dbobj
 
$showing
 
set
 
Date
 
$oad

      
}

   
}

}

```

## Controverse sur la licence des logiciels
Cet appareil a donné lieu en 2006 à une controverse entre deux des grands mentors du logiciel libre, Richard Stallman et Linus Torvalds, débouchant sur la création du néologisme tivoïsation et d'une nouvelle version de la licence GPL, la version 3, destinée à éviter aux logiciels sous licence GPL de subir les mêmes écueils que les logiciels sous GPLv2. En effet, le TiVo utilise de tels logiciels, que l'utilisateur est donc censé pouvoir modifier à loisir. Cependant, l'utilisation par l'appareil d'une signature numérique interdit toute modification, ce qui selon Stallman est contraire aux principes de la GPL.